# Méga
Pour les articles homonymes, voir Mega.
Pour un article plus général, voir Préfixes du Système international d'unités.
Méga (symbole M) est le préfixe du Système international d'unités, qui multiplie par 106 (un million) l'unité qui le suit (exemple : 1 mégapixel = 1 million de pixels). Il est parfois abrégé, comme dans « mégohm » (1 MΩ = 106 Ω).
- En informatique, il ne faut pas confondre :
  - le mébioctet (Mio, en anglais MiB pour mebibyte) qui représente 1 024 (210) kibioctets, soit 1 048 576 (220) octets (voir préfixe binaire) ;
  - le mégaoctet (Mo, en anglais MB pour megabyte) qui représente un million (106) d'octets.
- En biologie moléculaire, une mégabase (Mb) est une unité représentant un million de paires de base.